# グラナローロ・デッレミーリア
グラナローロ・デッレミーリア（伊: Granarolo dell'Emilia）は、イタリア共和国エミリア＝ロマーニャ州ボローニャ県にある、人口約13,000人の基礎自治体（コムーネ）。

## 地理

### 位置・広がり

#### 隣接コムーネ
隣接するコムーネは以下の通り。
- ベンティヴォーリオ
- ボローニャ
- ブドリオ
- カステル・マッジョーレ
- カステナーゾ
- ミネルビオ

### 気候分類・地震分類
グラナローロ・デッレミーリアにおけるイタリアの気候分類 (it) および度日は、zona E, 2162 GGである。
また、イタリアの地震リスク階級 (it) では、zona 3 (sismicità bassa) に分類される。

## 行政

### 分離集落
グラナローロ・デッレミーリアには、以下の分離集落（フラツィオーネ）がある。
- Cadriano, Lovoleto, Quarto Inferiore, Viadagola

## 姉妹都市
- バニェール＝ド＝ビゴール、フランス